# Стефан Спировський
Стефан Спировський (мак. Стефан Спировски, нар. 23 серпня 1990, Битола, СР Македонія, СФРЮ) — македонський футболіст, півзахисник угорського клубу МТК та збірної Північної Македонії.

## Клубна кар'єра
Народився 23 серпня 1990 року в місті Битола. Вихованець футбольної школи клубу «Пелістер». Дорослу футбольну кар'єру розпочав 2008 року в основній команді того ж клубу, в якій провів два з половиною сезони, взявши участь у 42 матчах чемпіонату.
На початку 2010 року Спировський перейшов у сербський «Борац» (Чачак). Він дебютував у сербській Суперлізі 20 березня 2010 року в грі проти «Ягодини» (1:0), забивши єдиний гол у матчі. 16 травня 2012 року Спировський був у стартовому складі «Бораца» у фіналі Кубка Сербії, в якому його команда програла «Црвені Звезді» (0:2). Після закінчення сезону 2011/12, коли «Борац» несподівано вилетів із Суперліги, Спировський пішов в оренду в македонські «Работнічкі» і до зимової перерви в чемпіонаті рідної країни відіграв 9 матчів і забив один гол. Потім він повернувся в «Борац» на другу частину сезону, провівши 6 матчів, в яких забив один гол у Сербській першій лізі. За чотири роки в «Бораці» він провів загалом 60 матчів у всіх змаганнях і забив 2 голи.
26 січня 2014 року Спировський підписав контракт з болгарським Бероє», прибувши до клубу на перегляд двома тижнями раніше і зумівши справити враження на тренера Петара Хубчева. 23 лютого він дебютував у складі старозагорців у гостьовій грі проти «Літекса» (0:3). Свій перший гол за «Берое» він забив 7 травня 2014 року у  грі «Любимцем» (4:0), вразивши ворота ударом зі штрафного з великої відстані. Перший сезон у клубі він завершив з 10 матчами та одним голом. Наступного сезону він провів 9 матчів у групі А та один у Кубку Болгарії до зимової перерви, після чого контракт був розірваний за згодою сторін.
Після цього Спировський повернувся на батьківщину і 23 грудня 2014 року підписав дворічний контракт зі столичним «Вардаром». Свій перший гол у складі «червоно-чорних» Спировський забив 16 травня 2015 року в домашній грі з «Реновою» (4:1), завдяки перемозі над якою «Вардар» став чемпіоном Македонії. В наступні два сезони 2015/16 та 2016/17 Спировський з клубом теж виграв чемпіонат, при цьому у сезоні 2016/17 він був визнаний найкращим гравцем року в країні. 
28 серпня 2017 року Спировський підписав трирічний контракт з угорським «Ференцварошем» і відіграв за клуб з Будапешта наступні два сезони своєї ігрової кар'єри. У першому сезоні македонець був основним гравцем, ставши віцечемпіоном країни, але у наступному в листопаді 2018 року отримав серйозну травму коліна в матчі національної збірної проти Ліхтенштейну (2:0) і більше до кінця сезону не грав, в якому його команда стала чемпіоном Угорщини.
Лише на початку сезону 2019/20 Спировський повернувся на поле і у серпні 2019 року в 4-му турі чемпіонату він зміг знову зіграти за «Ференцварош» проти «Академії Пушкаша», забивши гол, але його команда зазнала поразки 1:4. Цей матч став останнім для македонця за клуб, оскільки вже 12 вересня 2019 року він уклав контракт з ізраїльським клубом «Хапоель» (Тель-Авів), у складі якого Спировський був основним гравцем команди, але коли у квітні 2020 року чемпіонат країни було припинено через пандемію коронавірусу, Стефан покинув команду за обопільною згодою.
У червні 2020 року Спировський став гравцем кіпрського клубу АЕК (Ларнака), де став виступати із своїм співвітчизником Іваном Тричковським. Відіграв за клуб з Ларнаки 31 матч у національному чемпіонаті.
23 вересня 2021 року підписав контракт з клубом української Прем'єр-ліги, «Маріуполь».

## Виступи за збірні
2006 року дебютував у складі юнацької збірної Македонії (U-17), загалом на юнацькому рівні взяв участь у 5 іграх.
Протягом 2009—2012 років залучався до складу молодіжної збірної Македонії. На молодіжному рівні зіграв у 17 офіційних матчах, забив 2 голи.
10 серпня 2011 року дебютував в офіційних іграх у складі збірної Північної Македонії у товариському матчі проти збірної Азербайджану (1:0). Свій перший гол за команду забив 28 березня 2017 року у ворота збірної Білорусі (3:0).
У травні 2021 року Спировський був включений до заявки збірної на дебютний для неї чемпіонат Європи 2020 року.

## Титули і досягнення
- Чемпіон Македонії (3):

«Вардар»: 2014/15, 2015/16, 2016/17
- Володар Суперкубка Македонії (1):

«Вардар»: 2015
- Чемпіон Угорщини (1):

«Ференцварош»: 2018/19